# Gladiogobius ensifer
Gladiogobius ensifer és una espècie de peix de la família dels gòbids i de l'ordre dels perciformes.

## Morfologia
- Els mascles poden assolir 7,5 cm de longitud total.[3][4]

## Hàbitat
És un peix de clima tropical i associat als esculls de corall.

## Distribució geogràfica
Es troba a Indonèsia, el Japó (incloent-hi les Illes Ryukyu), les Maldives, Palau, Papua Nova Guinea, les Filipines, les Seychelles, Salomó i Tailàndia.

## Observacions
És inofensiu per als humans.